# جعفر ضياء جعفر
جعفر ضياء جعفر هو عالم عراقي والمشرف على مشروع البرنامج النووي العراقي في سنة 1982 في عهد صدام حسين. والده المرحوم الدكتور ضياء جعفر وزير الاقتصاد العراقي في وزارة نوري السعيد العاشرة عام 1949. يسمى بأبي القنبلة النووية العراقية حيث بدأ هذا المشروع الممتد من مفاعل تموز السلمي، يقول هذا جعفر في إحدى مقابلاته الصحفية: إن العراق كان على وشك صنع سلاح ذري عشية حرب الخليج الأولى عام 1991 غير ان الحملة العسكرية الدولية عليه حالت دون ذلك. واوضح أن الرئيس العراقي صدام حسين امر بانجاز برنامج نووي سري في العراق بعد أشهر من العدوان الصهيوني الذي دمر "مفاعل تموز" في 7 حزيران 1981 على رغم أن البرنامج كان لا يزال سلمياً. وقال أن العلماء العراقيين تمكنوا وحدهم من تخصيب الاورانيوم كهرومغناطيسياً دون أي مساعدة أجنبية، غير أن هذا البرنامج دمر تماماً بعد دخول المفتشين الدوليين العراق. وأضاف ان الاميركيين "يعرفون ذلك جيداً". ووجه انتقادات لاذعة إلى وكالات الأمم المتحدة واصفاً اياها بأنها "أدوات تخدم السياسات الاميركية والغربية"، عملت على مساعدة الولايات المتحدة "على احتلال العراق من أجل اعادة بناء الهياكل العربية وإدخال الصهاينة ضمن مشروع الشرق الأوسط".
ويقول جعفر أن نجم صدام حسين تصاعد عربياً ودولياً، بدأ رجل البعث العراقي القوي في محاولة جعل العراق قوة إقليمية تقف نداً لقوتي إيران وإسرائيل، فاتجهت طموحات القوة لديه إلى الطاقة الذرية، فأعاد تشكيل لجنة الطاقة الذرية عام 1974 ليكون رئيسها، ولكي تضم أعضاء متفرغين لا يشترط أن يمثلوا وزارات محددة، وكلف ثلاثة من أعضاء اللجنة، فتقدموا ببرنامج يستند إلى علوم وتكنولوجيا دورة الوقود النووي من خلال تأسيس مشاريع بأسلوب (المفتاح الجاهز)، وسبق ذلك إنشاء منظومات بحثية متطورة مستوردة للنهوض بمستوى الكادر الوطني في هذه المجالات، وتبنى البرنامج رئيس اللجنة وهو صدام حسين ذاته، وصدرت الأوامر إلى أعضاء اللجنة للمحافظة على سرية المعلومات التي بحوزتهم وسرية مشاريع اللجنة، وبهذا التنظيم الجديد دخلت الطاقة الذرية العراقية مرحلة جديدة إذ انتقلت من البحث العلمي في العلوم الأساسية إلى تنفيذ مشاريع كبيرة ذات أهداف استراتيجية.
برنامج عراقي بحت
يقول جعفر أن صدام حسين كان أمره يتضمن خطاً أحمر لا ينبغي تجاوزه، هو ألا نستعين في برنامجنا الجديد بأية جهة أجنبية، بمعنى علينا تنفيذه بالجهد الوطني الخالص، وأن نحرص على شراء الأجهزة والمواد من السوق المفتوحة، وفي حالة عدم تمكننا من ذلك علينا تصنيعها محلياً، وعلى رغم هذه الشروط المحددة انطلقت لجنة الطاقة الذرية العراقية لتنفيذ الأمر.
بداية حياته
جعفر هو الابن الثاني لضياء جعفر الذي كان مهندسا ميكانيكيا عراقيا حاصلا على درجات علمية من جامعة برمنغهام (1934) والدكتوراه ( 1936). عمل جعفر الأكبر في السكك الحديدية العراقية، وأصبح مديرها العام في عام 1946. بعد ذلك، شغل العديد من المناصب الوزارية خلال مملكة العراق (1921-1958) التي أطيح بها انقلاب عسكري في 14 يوليو 1958. أكمل جعفر ضياء جعفر التعليم الابتدائي في مدرسة خاصة في بغداد في يونيو 1953، ثم ذهب إلى كلية بغداد، وهي مدرسة أنشأها اليسوعيون الأمريكيون في عام 1932 بالتعاون مع كلية بوسطن. بعد الانتهاء من التعليم المتوسط في كولومبيا البريطانية في يونيو 1956، سافر جعفر ضياء جعفر إلى إنجلترا في يوليو 1956، برفقة شقيقه الأكبر يحيى (مايو 1941) والتحق بكلية سيفورد، وهي مدرسة داخلية للبنين في ساسكس في سبتمبر 1956. أظهر اهتماما بالرياضيات والعلوم وفاز بجوائز مدرسية في الرياضيات والكيمياء. ثم حصل على مكان في قسم الفيزياء في جامعة برمنغهام.
أمضى صيفه الأول كطالب جامعي يعمل في Evershed & Vignoles، ثم عمل في مختبر Rutherford (الآن مختبر Rutherford Appleton). ثم تخرج بدرجة البكالوريوس.( مع مرتبة الشرف.) في يوليو 1962 لبدء البحث عن الدكتوراه في برمنغهام، الذي بدأه الأستاذان السير مارك أوليفانت وفيليب بيرتون مون في أواخر الأربعينيات وأنتجوا الحزم الأولى في عام 1953، والتي كانت تسرع البروتونات والديوتيرونات. كانت هذه أعلى آلة طاقة في المملكة المتحدة في ذلك الوقت حل محلها السنكروترون الضعيف التركيز 7 GeV (Nimrod) في 1963/1964 في مختبر رذرفورد أبليتون. كان مستشارو الدكتوراه الدكتور. ح. ب فان دير راي والبروفيسور ويليام إي بورشام. شارك جعفر في العديد من التجارب باستخدام حزم من البروتونات والديوترونات. علاوة على ذلك، شارك في واحدة من التجارب الأولى في نمرود، وتبادل شحنات n-p المرنة عند 8 GeV/c داخل مجموعة من RAL وUoB وجامعة بريستول. قدم جعفر أطروحته (بعض التفاعلات النووية المرنة في الطاقات العالية) وحصل على درجة الدكتوراه في عام 1965. كان فاحص الدكتوراه الخارجي هو البروفيسور توني سكايرم.
عمله الاحترافي
حصل جعفر على شهادة البكالوريا ودرجة الدكتوراه في الفيزياء من جامعة برمنغهام. ثم أكمل الدكتوراه في مانشستر في عام 1965. كانت وظيفته الأولى كباحث مشارك في معهد الفيزياء النووية في الكلية الإمبراطورية بجامعة لندن. من أكتوبر 1965، حصل على زمالة أبحاث UoB لمواصلة العمل في الفيزياء النووية باستخدام السنكروترون UoB. استمرت التجارب على نثر النيوكليونات الصغيرة الزاوية باستخدام غرف الشرارة الصوتية خلال الفترة 1965/1966. في ديسمبر 1966، استقال جعفر من هذه الزمالة للعودة إلى العراق مع عائلته الصغيرة. في فبراير 1967، تم تعيينه عالم أبحاث في مركز التويثة للبحوث النووية التابع للجنة العراقية للطاقة الذرية. كان موقع التويثة قيد الإنشاء بموجب عقد مع شركة تكنوبرومكسبورت، التي كانت شركة هندسية تابعة للاتحاد السوفيتي مسؤولة عن مشاريع الطاقة الأجنبية. ويتألف الموقع من مفاعل أبحاث حمام السباحة IRT-2000 مع طاقة حرارية تبلغ 2000 كيلو واط، ومرافق إنتاج النظائر المشعة، وورشة عمل، ومبنى إداري. تم تشغيل مفاعل الأبحاث في أواخر عام 1967. أصبح جعفر رئيسا لقسم الفيزياء في المجلس النرويجي للاجئين في عام 1967 وعمل على استخدام الحزم النيوترونية من القنوات الأفقية للمفاعل. تم إنشاء مقياس انكسار نيوتروني ثنائي المحور قادر على الترقية إلى ثلاثة محاور بالإضافة إلى أنظمة نقل هوائية سريعة وبطيئة لتشعيع العينات لتحليل تنشيط النيوترونات. تم استخدام كاشفات أشعة γ Ge (Li) داخل كاشفات تلألؤ NaI (Tl) أسطوانية كبيرة لقياس الطيف الزوجي والمضاد للكومبتون لدراسة التقاط النيوترونات الحرارية الإشعاعية (n،γ) وتناثر النيوترونات السريعة غير المرنة (n،n'γ) باستخدام النظائر المنفصلة كأهداف. تم توقيع اتفاقية تعاون مع معهد كورتشاتوف (KI) في موسكو لإجراء أبحاث مشتركة في الفيزياء النووية، حيث ستقرض KI كميات صغيرة من النظائر المنفصلة لاستخدامها كأهداف في التجارب. استمر التعاون الوثيق بين المجلس النرويجي للاجئين والبروفيسور L.V. غروشيف والدكتور. صباحا ديميدوف من KI لأكثر من عقد من الزمان. خلال عام 1969، كان جعفر رئيسا بالإنابة لقسم المفاعل في المجلس النرويجي للاجئين، ومن أوائل عام 1970 حتى يوليو، كان أيضا مديرا بالنيابة للمجلس النرويجي للاجئين.
العودة الى العراق
في نوفمبر 1974، تقدم جعفر دون جدوى للحصول على منصب أكاديمي دائم في ICL. ثم في ديسمبر 1974، اتصل القنصل العام العراقي في جنيف، السيد نبيل نجيم التكريتي، بجعفر لنقل رسالة من نائب الرئيس العراقي، صدام حسين، يطلب فيها من جعفر العودة إلى العراق في أقرب وقت ممكن. كان هذا طلبا يجب عدم رفضه ولكن جعفر أبلغ أنه يجب إعطاء فترة إشعار مدتها 6 أشهر على الأقل إلى ICL. في غضون أسبوع، أبلغ جعفر السيد نبيل بأنه سيعود إلى بغداد بحلول أبريل 1975 وقبل أيضا دعوة ليكون أحد المتحدثين الرئيسيين المدعوين في مؤتمر دولي تنظمه IAEC سيعقد في بغداد في نفس الوقت تقريبا. تم تعيين جعفر كبير علماء الأبحاث في المجلس النرويجي للاجئين وبدأ في تحديث مرافق أبحاث شعاع النيوترون IRT-2000 ودعم مشروعا لرفع مستوى الطاقة الحرارية للمفاعل إلى 5 ميجاوات، والذي اكتمل خلال عام 1978.
بعد التوقيع على اتفاق تعاون نووي بين الوكالة الدولية للطاقة الذرية والوكالة الفرنسية للطاقة الذرية (الآن اللجنة الفرنسية للطاقة البديلة والطاقة الذرية). قررت IAEC أن تشتري من فرنسا مفاعلا عالي التدفق النيوتروني، على غرار أوزوريس/إيزيس في SNRC، ليتم بناؤه في موقع داخل المجلس النرويجي للاجئين في تويثة. كانت الطاقة الحرارية للمفاعل العراقي، تموز-1، 40 ميغاواط في حين كانت أوزوريس 70 ميغاواط، وكان تموز-2 عبارة عن نموذج أساسي مجاور، على غرار إيزيس، مع طاقة حرارية تبلغ 500 كيلو واط. كان وقود المفاعل هو سبيكة U-Al المخصبة بنسبة 93٪. اختلف تموز-1 اختلافا كبيرا عن أوزوريس لأنه كان مجهزا بقنوات نيوترونية شعاع أفقية بالإضافة إلى خزان ماء ثقيل 0.7 متر مكعب مع مصدر نيوترون بارد وساخن. شمل المشروع مختبرات ساخنة ومحطة لمعالجة النفايات المشعة. وقع جعفر الجزء الفني من العقد في 18 تشرين الثاني/نوفمبر 1976 بسعر حوالي 400 مليون دولار أمريكي يتم تنفيذه على مدى 48 شهرا. كان هذا المشروع يخضع بالكامل لاتفاق ضمانات الوكالة الدولية للطاقة الذرية.
قرب نهاية ديسمبر 1979، رتب جعفر لكل من أولاده الصغار (صادق 14 عاما وأمين 13 عاما) للسفر إلى إنجلترا للانضمام إلى والدتهم الإنجليزية التي كانت بالفعل في إنجلترا تتلقى العلاج الطبي. تم تسجيل كلا الابنين في كلية سيفورد، حيث تلقى جعفر تعليمه قبل عقدين من الزمن ومن المدهش أنه تحت إشراف نفس مدير المدرسة (القس تشارلز جونسون). في يوم الخميس 17 يناير 1980، رافق جعفر من المجلس النرويجي للاجئين ضابط ملابس مدنية من جهاز الاستخبارات (المخبارات) ظاهريا لجلسة استجواب مدتها خمس دقائق. ومع ذلك، تم احتجاز جعفر بمعزل عن العالم الخارجي دون أي استجواب في مركز احتجاز المخابرات في منطقة سعدون. بعد بضعة أشهر، تم نقل جعفر إلى منزل آمن في مخبرات في منطقة المسبح في بغداد مع ستة حراس، بما في ذلك طباخ، في الخدمة. تم السماح بالأوراق والكتب والتلفزيون والمكالمات الهاتفية داخل سياج المنزل، الذي تضمن حديقة كبيرة. خلال فترة الاحتجاز هذه، تم أخذ جعفر للقاء برزان التكريتي، رئيس مخابرات عدة مرات.
قيل إن هذا الاحتجاز لضمان سلامته. في 7 يونيو 1981، قصفت إسرائيل مجمع المفاعلات العراقي في التويثة الذي كان على وشك الانتهاء. في أوائل سبتمبر 1981، تم أخذ جعفر للقاء الرئيس صدام حسين في القصر الرئاسي بحضور برزان التكريتي. خلال هذا الاجتماع، كلف صدام حسين جعفر بتطوير برنامج نووي سري يؤدي في النهاية إلى سلاح يعتمد كليا على القوى العاملة العراقية. بعد هذا الاجتماع، عاد جعفر إلى المنزل واستأنف العمل في المجلس النرويجي للاجئين في غضون بضعة أيام.

## مؤلفاته
من مؤلفاته:
- الاعتراف الأخير: حقيقة البرنامج النووي العراقي. مع نعمان النعيمي. نشره عام 2005 مركز دراسات الوحدة العربية. بيروت.